# 壞球
棒球比賽中，投手正規投球，但球沒有直接通過好球帶，而且打者沒有揮棒，記為一壞球。
如果球在通過本壘板前先行落地，反彈後通過好球帶而打者沒有揮棒，也算一個壞球；但若打者揮棒打中此球，視同為擊中飛行狀態的投球。
若先行落地的球擊中打者，視為觸身球，保送一壘。
英文：ball
簡寫：Bs
板球运动中的坏球参见歪球 (板球)（no ball）。